# リングワ・フランカ
リングワ・フランカもしくはリンガ・フランカ（伊: Lingua franca）は、「フランク語」、「フランク王国の言葉」を意味するイタリア語に由来し、それから転じて、共通の母語を持たない集団内において意思疎通に使われている言語のことを指すようになった。現在では、「共通語」や「通商語」の意味で使われることが多い。「橋渡し言語」、「補助言語」ともいう。

## 原義
本来のリングワ・フランカは、実際にレヴァント地方で用いられた、ロマンス諸語、ギリシャ語、アラビア語の混成語である。特に典型的なサビール語は、イタリア語を土台に、アラビア語、ペルシャ語、ギリシャ語、フランス語などの単語や表現が混交したもので、近代前期に地中海地域の交易用に用いられた。フランスの劇作家モリエールの17世紀の戯曲『町人貴族』でリングワ・フランカの台詞が登場する。

## 現代的な用法
現代の言語学用語としてのリングワ・フランカは、広く外交や商取引で使われる通商語、あるいは共通語という意味で用いられる。ピジン言語やクレオール言語といった複数の言語の混合によって成立することもあるが、ある地方で政治的・経済的に大きな影響を持つ言語がリングワ・フランカとして用いられる場合もある。

## 実例
リングワ・フランカとして使われる、または過去に使われていた言語の実例を挙げる。

### アラム語
アラム語は紀元前500年頃より中東一帯における共通語であった。最終的にはイスラームの勃興によりアラビア語に地位を取って代わられる。

### アラビア語
イスラム帝国の成立により、中東および北アフリカにおける共通語となる。またイスラム教の教典であるクルアーン（コーラン）はアラビア語の原文のままで読むべきものとされるため、その他の地域のアラビア語を母語としないイスラーム教徒にも普及している。
現代では口語（アーンミーヤ）の地域ごとの差異が著しいため、現代標準アラビア語（フスハー）が共通語として用いられる。国連公用語に採用されたアラビア語は現代標準アラビア語である。また、使用人口が多くメディアで流布されるカイロ方言などが、出身地の異なるアラブ人同士のコミュニケーションに用いられることもある。

### ペルシア語
ペルシア語（ファールシー語、Fārsī）は、サーサーン朝の滅亡後に一旦は衰退したが、サーマーン朝（873年-999年）において行政言語、文学・歴史・哲学などの学術用語として使用され、以降もガズナ朝（955年-1187年）、セルジューク朝（1038年-1306年）、イルハン朝（1258年-1353年）、ティムール朝（1370年-1507年）、サファヴィー朝（1507年-1736年）、ムガル帝国（1526年-1858年）などの多くの国で公用語として使用され、19世紀前半まで中央アジア、インド亜大陸からメソポタミア、小アジアにかけて広大なペルシア語圏が成立し、ペルシア語は重要な国際共通語であった。

### チャガタイ・トルコ語
チャガタイ・トルコ語（チャガタイ・トルコご）は中央アジアのテュルク系言語を基礎とし、それにペルシア語やアラビア語の語彙語法を加えた言語。

### 漢文
中国をはじめ、日本、朝鮮、ベトナム、台湾といった東アジア（漢字文化圏）においては、紀元前後から近世に至るまで、古代中国の漢文（現代中国語では文言文という）が、リングワ・フランカおよび外交用語としての役割を果してきた。漢字は表意文字であることから、これらの国では互いの言語を理解できなかったとしても、漢文による意思疎通が可能であった。中国国内でも、中国語の方言の差異は著しく、発音のみならず文法まで異なる場合もあり、実質上は別言語であり相互理解不能なほどであるが、文語であれば相互理解が可能であった（共通口語としては官話が用いられている）。
第二次世界大戦終結後の北朝鮮やベトナムでは漢字の使用を廃止したり、近代までは共有されていた古典漢文の教養が失われたりしたことによって、現在では通商語としての地位は著しく低下した。

### ギリシア語
航海技術に優れた古代ギリシア人は地中海一帯に植民市を形成し、また通商に携わったことからギリシア語は地中海地域で広く用いられた。更にアレクサンドロス大王の征服とそれを継承するヘレニズム諸王朝により、ギリシア語はエジプトと西アジアの支配層の言語となる。ギリシア語の用いられた地域の多くは古代ローマに併呑されるが、ローマ文明は学術の面でギリシア文化を範としたことから、ギリシア語はローマでも教養人の必須科目であり、ローマ領域の東部では依然ギリシア語が用いられ続けた。新約聖書はギリシア語によりローマ帝国内で形成されたものである。
ローマ帝国がイタリア半島を含む国土の西部を失い東ローマ帝国の枠組みが成立すると、ギリシア語が東ローマ帝国における公用語として扱われるようになる。また帝国の国教である東方正教会の典礼語として、布教とともに帝国領外にも普及していった。しかし、宗教文書の現地語への翻訳と東ローマ帝国の領域縮小・滅亡を経て、コミュニケーション言語という面ではギリシア人の民族語以上のものではなくなった。しかしながら、現在でも学術用語の語彙においては、ギリシア語の単語が多用されている。

なお、以上の「ギリシア語」は時代による変化が大きく、必ずしも同一の言語とは言いがたい面もある。

### ラテン語
古代ローマの公用語であったラテン語は、西ローマ帝国滅亡後、民衆の言語としてはロマンス諸語に変容したが、西欧・中欧においてはカトリック教会の公用語および学術・外交用語として用いられ続けた。むしろ西ローマ帝国滅亡後は知識人の必須教養としてのギリシア語の地位が失われたために、それに代わってラテン語は公文書の記述言語として用いられ、西欧における知識人の必須教養としての地位を得たと言ってよい。活版印刷で現地語の印刷物が普及するとラテン語の地位は相対的に低下し、宗教改革や国民主義の勃興はこれに拍車をかけた。現代ではラテン語はリングワ・フランカと言うほど話されているとは言いがたいが、それでも欧米人の間での教養として、学名や解剖学など学術用語、成句や一般の語彙にその名残りを見ることができる。

### フランス語
ラテン語に代わって、およそ17世紀頃から20世紀に英語にその地位を取って代わられるまで、ヨーロッパでリングワ・フランカおよび外交語としての地位にあったのがフランス語であった。これは英国においてはノルマン・コンクエストにより支配者階級がフランス語の話者であった事、イタリアやドイツは国内統一、ひいては言語の統一がフランスよりも遅れていたため、フランス語の地位が高まったためである。現在でも多くの旧フランス植民地で話されている。現在でも万国郵便連合では唯一の公用語である。国際連合では6つの国連公用語のひとつであるが、歴代の国連事務総長はいずれも英語と並びフランス語も堪能な人物であり、この2言語が使えることは国連事務総長に選ばれるための事実上の必要条件といわれる。フランスはフランス語を国際語として使用することを推進しており、フランス語をリングワ・フランカとする諸国の機構であるフランコフォニー国際機関も活動している。

### 英語
第二次世界大戦後から現在に至るまで、国家間での貿易、科学や外交などといった分野でリングワ・フランカとして最も多く用いられているのは英語である。外交用言語としての英語の使用は、イギリス帝国の勃興に合わせて拡散していった。1919年には第一次世界大戦の講和条約であるヴェルサイユ条約で、フランス語と英語が併記されている。また20世紀に入って、同じく英語を事実上の公用語とするアメリカ合衆国の政治的・経済的・文化的隆盛によって、英語はその国際語としての地位を確固たるものとした。第二次世界大戦後、イギリスは植民地の独立などによって国際外交的な影響力を失っていくが、言い換えれば英語を公用語ないしそれに準ずる言語としている独立国家が増加した事を意味する。例えばイギリスの旧植民地で最多の人口を持つインドにおいては、多民族・多言語国家であるがゆえに、英語が共通語としての地位を得た（インドはヒンディー語を公用語としているが、ヒンディー語を母語とする者とそうでない者の差別につながるため、どの民族の母語でもない英語の地位が高まっている）。現在、英語を第一言語とする者の数は3から4億人、第二言語とする話者を合わせると10億人を超える話者に話されているとされている。
特定の目的のための英語としての利用も広く行われており、航空管制においては航空英語が使われる。

### ロシア語
第二次世界大戦後、ワルシャワ条約機構や経済相互援助会議（COMECON）に加盟する東側諸国ではロシア語が国際語の地位にあった。東欧革命後も旧ソ連の独立国家共同体（CIS）諸国ではロシア語が広く用いられる。一方中欧やバルカン半島の旧東側諸国では英語とドイツ語の影響力が急速に拡大し、両言語の普及状況は拮抗している。

### スワヒリ語
スワヒリ語は、東アフリカ沿岸の原住民と同地を訪れるアラビア商人たちの交流から生まれた言語である。東アフリカ沿岸に分布するバントゥー諸語にアラビア語の影響が加味されている。

### 日本語
日本語は、19世紀末から20世紀前半に日本の統治下に置かれた東アジアおよび南太平洋島嶼の広範な地域における共通語として広まった。特に意思疎通の手段を持たないが故に対立関係にあった台湾の少数民族間の共通言語として有効に機能し、日本の統治下から離れた後も長く使用されたといわれる。

### マレー語・インドネシア語
マレー語は、インドネシア・スマトラ島東部の方言がシュリーヴィジャヤ王国の繁栄と共にマレー半島にまで広まり、マレー商人の活躍に伴って15世紀ころからインドネシア各地、インドシナ半島海岸地方で用いられるようになり、東南アジアにおける共通語として発達した言語である。例えば東南アジアの最東に位置するフィリピンにおいても、交易のためマレー語を話す者が多く、フィリピンに到達したフェルディナンド・マゼランが、現地人にマレー語を理解できる者がいた事から、世界を一周した事を確認した逸話がある。
マレー語は現在、マレーシアとシンガポールの国語である。またブルネイでは標準マレー語が公用語となっており、一般には語彙の90%が一致するブルネイ語（ブルネイ・マレー語）が主に話されている。
のちにインドネシアになる地域（17世紀以降第二次大戦まではオランダ領東インド）では、ジャワ語、スンダ語など数多くの地方語が話されていたが、宗主国オランダからの独立を求める民族主義運動によって海峡マレー語がインドネシア民族の共通の言葉「インドネシア語」として採用され、独立後に国語となった。教育や放送はインドネシア語で行われるため普及しているが、母語率は現在でも1割程度であり、多くのインドネシア国民にとって新しい言語である。選定時に国民の半数がジャワ語が母語であったが、すでに優位なジャワ人がますます優位になってしまうこと、ジャワ語には複雑な敬語表現があり難解、かつ自由平等の観点から「インドネシア語」には選ばれなかった。
元々は同じ言語であったマレー語とインドネシア語は、植民地時代の宗主国言語の流入（マレーシアはイギリス英語、インドネシアはオランダ語）や地方語の流入（インドネシアでは話者数最大のジャワ語からの流入が多数）、地域による表現の違いなどにより、現在では多くの差異がある。

### サンスクリット・パーリ語
古代インドで用いられた言語が、サンスクリットである。古代から中世にかけて各地域において地方口語が発達するが、それら諸地域の公用語として機能した。また仏教の普及拡大により、インド各地、東南アジア、東アジアにおいて、限定された形であるが普及した。その、俗語形（プラークリット）のひとつであるパーリ語は、南伝仏教の盛んな地域（スリランカ、東南アジア西部）において、カトリックにおけるラテン語同様の機能を有した。